# Gare d’Argenteuil
Gare d’Argenteuil vasútállomás Franciaországban, Argenteuil településen, Val-d’Oise megyében.

## Vasútvonalak
Az állomást az alábbi vasútvonalak érintik:
- Párizs-Saint-Lazare-Mantes-Station via Conflans-Sainte-Honorine-vasútvonal
- Párizs St-Lazare–Ermont-Eaubonne-vasútvonal

## Kapcsolódó állomások
A vasútállomáshoz az alábbi állomások vannak a legközelebb:
- Gare du Val d'Argenteuil (Gare de Vernon, Gare de Gisors, Transilien J vonal)
- Gare du Stade (Paris Gare Saint-Lazare, Transilien J vonal)
- Gare de Sannois (Gare d’Ermont - Eaubonne, Transilien J vonal)